# 大卫·A·沃什伯恩
大卫·A·沃什伯恩是一位美国心理学家，乔治亚州立大学荣誉退休心理学和神经科学教授，专攻认知能力方面，特别是注意力及其与学习、记忆和执行功能的关系。